# ماهی دندان‌نیش

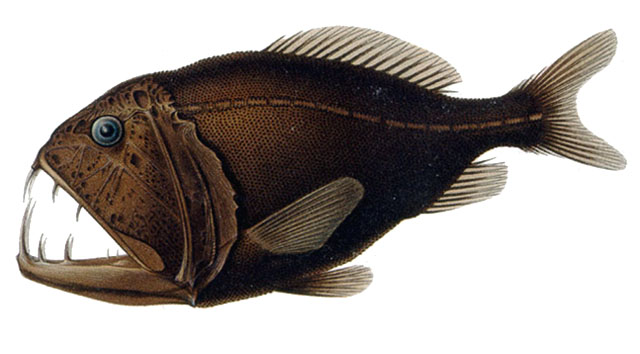
ماهی دندان‌نیش

ماهیهای دندان نیش که به نام غول ماهی نیز شهرت دارند در اعماق دریاها زندگی می‌کنند و این گونه ماهیها که بسیار وحشی به نظر می‌رسند، جزء خانواده Anoplog astridae (که گاه به غلط Anoplog asteridae نوشته می‌شود) به‌شمار می‌آیند. این گونه در آبهای گرمسیری و سرد ـ معتدل پراکنده هستند. این خانواده تنها شامل دو گونه بسیار مشابه می‌باشد:
- . ماهی دندان نیش معمولی، Anoplogastr cornuta)۱۸۳۳ و valenciennes) که در سراسر جهان پراکنده هستند.
- . ماهی دندان نیش تیغ دار، (brachycera Anoplogastr kotlyar۱۹۸۶) که در آبهای گرمسیری اقیانوس آرام و اطلس پراکنده هستند.

## اندام‌شناسی
اگر چه این گونه ماهیها بخاطر دندانهای بیش از حد بزرگ و نیش مانند خود و همچنین صورت خشک و خشن خود به این نام شهرت یافته‌اند اما این ماهیها بسیار کوچک بوده و هیچ آسیبی به انسان نمی‌رسانند. طول بزرگ‌ترین ماهی درگونه ماهی دندان نیش معمولی به حداکثر ۱۶ سانتی‌متر (۶ اینچ) می‌رسد و طول بزرگ‌ترین ماهی درگونه ماهی ماهی دندان نیش تیغ دار در حدود نصف این اندازه است.
این ماهی دارای سر بزرگ با حفره معدی حجیمی است که شکل ابتدایی دارد، روی سطح آن حفره‌های مخاطی آبکش مانندی قرار دارند که به‌وسیله لبه‌های دندانه دار مشخص شده‌اند و پوست نازکی نیز سطح آن را پوشانیده است.
چشمان این ماهی نسبتاً ریز هستند و در سمت فوقانی سر جانور قرار دارند. بدن این ماهی قهوه‌ای تیره و سیاه است که در پهلوها بسیار فشرده بوده و از جلو گود و هر چه به سمت دم ماهی پیش می‌رویم باریک‌تر می‌شود. باله‌های این ماهی کوچک، ساده و بی مهره هستند، پولکها در پوست ماهی قرار دارند که به شکل بشقابکهای نازک به چشم می‌خورند. اگر چه این ماهی چشمان ریزی دارد؛ ولی خط جانبی بدن این جانور کامل تکامل یافته و به شکل یک شیار باز در امتداد پهلوها به چشم می‌خورد.
در ماهیهای بالغ دو دندان نیش فک تحتانی جانور آنقدر دراز هستند که برای جایگیری مناسب دندانها در زمانی که دهان ماهی بسته‌است، دو حفره در دو طرف مغز جانور در مقابل یکدیگر قرار گرفته‌اند. ماهیهای جوان از لحاظ ظاهری کاملاً متفاوت هستند: ماهیهای جوان برخلاف ماهیهای بالغ دارای مهره‌های کشیده بر روی سر و سرپوش هستند، چشمان درشت تری دارند، یک کیسه هوا در بدن این نوع ماهی فعال است، تیرهای آبششی باریک و کشیده‌ای دارند، دندانهای بسیار کوچک‌تر هستند و قابلیت فشردگی دارند؛ و رنگ آن‌ها خاکستری روشن است. این تفاوت‌ها باعث شده‌است که در مرحله زندگی این ماهی به‌عنوان دو گونه مجزا طبقه‌بندی شوند که یکی از آن‌ها در طبقه دیگری caulolepsis، قرار می‌گیرد.

## بوم‌شناسی
ماهیهای دندان نیش دریایی از جمله ماهیهایی هستند که در عمیق‌ترین نقاط دریاها به چشم می‌خورند. این گونه ماهیها حتی در عمق ۵۰۰۰ متری (۱۶۴۰۰ فیت) نیز یافت می‌شوند. این ماهیها عموماً در عمق ۲۰۰ تا ۲۰۰۰ متری (۶۶۰ تا ۶۵۶۰ فیت) یافت می‌شوند و این در حالی است که ماهیهای جوان اغلب در اعماق کمتر به چشم می‌خورند، این ماهیها نیز همانند اکثر ماهیانی که در اعماق دریاها زندگی می‌کنند حرکات دایلی (diel) دارند بدین صورت که آن‌ها در طول روز در اعماق تاریک دریاها باقی می‌مانند و هر چه به‌طرف شب نزدیک می‌شویم به طرف لایه‌های فوقانی آب شنا می‌کنند تا از ستاره‌های دریایی تغذیه کنند و دوباره در سپیده دم به اعماق آب بازمی‌گردند.
ماهیهای نیش دندان هم به صورت گروهی و هم به تنهایی به چشم می‌خورند گفته می‌شود که آن‌ها از گیرنده‌های شیمیایی برای شکار استفاده می‌کنند پس در نتیجه برخورد آن‌ها به چیزی که قابل خوردن باشد به شانس آن‌ها بستگی دارد.
دندانهای کوچک و پره‌های گوش دراز ماهیهای جوان نشان می‌دهد که آن‌ها عمدتاً از زوپلانکتونهای تصفیه ساز دریا تغذیه می‌کنند و این در حالیست که ماهیهای بالغ که در اعماق دریا زندگی می‌کنند غذای خود را از ماهیهای دیگر و اسکوئیدها تأمین می‌کنند. دندانها و دهان بزرگ ماهیهای دندان نیش خصوصیتی است که در میان آبزیان کوچک الحاق دریا معمول است (تیرمارماهی، ماهی دندان‌بی‌ریخت، ماهی دندان خنجری، کُرک‌دهان (Bristlemouth ماهی که در دهانش موهای ریز وجود دارد)، Berra cudina، ماهی ماهی گیر و این خصوصیت برای این ماهیها یک مزیت به حساب می‌آید چرا که در محل زندگی آن‌ها غذا به اندازه کافی یافت نمی‌شود و هر چیزی (حتی اگر بزرگ‌تر از اندازه ماهی باشد) به‌عنوان غذا محسوب می‌شود. ماهیهای دندان نیش توسط دیگر ماهیهای دریایی بزرگ همانند تن و نیزه ماهی شکار می‌شوند.
ماهیهای دندان نیش در مقایسه با بسیاری از ماهیهایی که در اعماق دریا زندگی می‌کنند قوی و نیرومند به نظر می‌رسند. این ماهیها قادرند در محیط آکواریوم که بسیار با محیط زیست طبیعی آن‌ها متفاوت است زندگی کنند.

## زادآوری
ماهیهای دندان نیش دارای لیسه‌های پلانکتونی و بی حفاظ هستند.
زمان و تکرر تخم ریزی در آن‌ها مشخص نیست، اما بر طبق گزارش‌ها بعضی فعالیت‌های تخم ریزی در ماه‌های ژوئن تا اوت مشاهده شده‌است. وقتی که طول بدن ماهیهای جوان نیش دندان معمولی به ۸ سانتی‌متر (۳ اینچ) می‌رسد، آن‌ها کم‌کم شبیه ماهیهای بالغ می‌شوند و به طرف اعماق آب می‌روند. آغاز بلوغ ماهیهای نیش دندان مشخص نیست، اما معمولاً بلوغ این ماهیها زمانی است که طول آن‌ها به ۱۳ سانتی‌متر (۵ اینچ) می‌رسد. این ماهیها همانند اکثر ماهیهایی که در اعماق دریاها زندگی می‌کنند و به کندی رشد می‌کنند.